# Inga-Lill Eckerman
Inga-Lill Barbro Eckerman, född Utberg 23 november 1943 i Karl Johans församling i Göteborg, död 31 mars 2013 i Högsbo, Göteborg, var en handbollsspelare som spelade för damlandslaget 1962/1963–1971.

## Klubbkarriär
Inga-Lill Eckerman spelade för Kvinnliga IK Sport i Göteborg under hela sin landslagskarriär. Klubben var Sveriges framgångsrikaste damklubb vid denna tid med 14 SM titlar 1951–1972 inomhus. Inga-Lill Eckerman var med och vann tre SM-titlar 1961, 1969 och 1971 men inte 1964 eller 1972, året efter då hon slutade spela för landslaget. Det kan ha varit skador som inverkat. Slutår för hennes karriär är oklart.

## Landslagskarriär
Enligt den gamla statistiken i handbollsboken spelade Inga-Lill Eckerman 24 landskamper. 1962–1971. Enligt den nya statistiken 22 landskamper 1963–1971. Skillnaden är troligen två utelandskamper spelade mot Norge 1962 som inte finns med i nya statistiken. Enligt den nya statistiken stod Eckerman bara för tre mål i landslaget. Svenska damlandslaget hade ingen större kvalité vilket visas av att i Inga-Lill Eckermans landskamper vann man 4 och förlorade 17 med en oavgjord.
  Det är därför inte underligt att internationella meriter för landslaget saknas.

## Privatliv
Inga-Lill Eckerman var gift Eckerman med skilde sig 28 december 1994 och återtog sitt flicknamn Utberg.